# OPTC
OPTC (англ. Opticin) – білок, який кодується однойменним геном, розташованим у людей на короткому плечі 1-ї хромосоми.  Довжина поліпептидного ланцюга білка становить 332 амінокислот, а молекулярна маса — 37 261.
| 10         |  | 20         |  | 30         |  | 40         |  | 50         |
| ---------- |  | ---------- |  | ---------- |  | ---------- |  | ---------- |
| MRLLAFLSLL |  | ALVLQETGTA |  | SLPRKERKRR |  | EEQMPREGDS |  | FEVLPLRNDV |
| LNPDNYGEVI |  | DLSNYEELTD |  | YGDQLPEVKV |  | TSLAPATSIS |  | PAKSTTAPGT |
| PSSNPTMTRP |  | TTAGLLLSSQ |  | PNHGLPTCLV |  | CVCLGSSVYC |  | DDIDLEDIPP |
| LPRRTAYLYA |  | RFNRISRIRA |  | EDFKGLTKLK |  | RIDLSNNLIS |  | SIDNDAFRLL |
| HALQDLILPE |  | NQLEALPVLP |  | SGIEFLDVRL |  | NRLQSSGIQP |  | AAFRAMEKLQ |
| FLYLSDNLLD |  | SIPGPLPLSL |  | RSVHLQNNLI |  | ETMQRDVFCD |  | PEEHKHTRRQ |
| LEDIRLDGNP |  | INLSLFPSAY |  | FCLPRLPIGR |  | FT         |  |            |

A: Аланін

C: Цистеїн

D: Аспарагінова кислота

E: Глутамінова кислота

F: Фенілаланін

G: Гліцин

H: Гістидин

I: Ізолейцин

K: Лізин

L: Лейцин

M: Метіонін

N: Аспарагін

P: Пролін

Q: Глутамін

R: Аргінін

S: Серин

T: Треонін

V: Валін

Задіяний у такому біологічному процесі як поліморфізм. 
Локалізований у позаклітинному матриксі.
Також секретований назовні.